# Mike Bell (cinéma)
Pour les articles homonymes, voir Mike Bell.
Mike Bell est un acteur, scénariste, producteur, réalisateur et animateur américain  né le 3 novembre 1967 à Redlands en Californie.

## Filmographie

### Réalisateur
- 1998-2001 : Oh Yeah! Cartoons : 4 épisodes
- 2002 : Super Santa in Vegetation
- 2002 : Commander Cork
- 2002 : Super Santa in South Pole Joe
- 2006 : Cheap Date
- 2015-2017 : Le Show de M. Peabody et Sherman : 13 épisodes
- 2020 : Le Monde Merveilleux de Mickey : 3 épisodes

### Scénariste
- 1997 : Nightmare Ned : 3 épisodes
- 1998 : Oh Yeah! Cartoons : 7 épisodes
- 2001 : Mes parrains sont magiques : 4 épisodes
- 2002 : Super Santa in Vegetation
- 2002 : Whatever Happened to Robot Jones?
- 2002 : Commander Cork
- 2002 : Super Santa in South Pole Joe
- 2003 : Les Supers Nanas : 1 épisode
- 2003-2004 : Jenny Robot : 8 épisodes
- 2005 : Foster, la maison des amis imaginaires : 1 épisode
- 2005 : Bob l'éponge : 4 épisodes
- 2006 : Cheap Date
- 2008 : Chowder : 1 épisode
- 2009 : Ape Escape : 4 épisodes
- 2009 : The Haunted World of El Superbeasto
- 2009 : The Mighty B! : 2 épisodes
- 2013-2014 : Sanjay et Craig : 3 épisodes
- 2013-2014 : Phinéas et Ferb : 7 épisodes
- 2017 : Le Show de M. Peabody et Sherman : 1 épisode
- 2018 : Mickey Mouse : 1 épisode
- 2020 : Le Monde Merveilleux de Mickey : 3 épisodes

### Acteur
- 1988 : Lea Press on Limbs
- 1998 : Oh Yeah! Cartoons : Super Santa (1 épisode)
- 1999 : Herd : l'homme odorant
- 2000 : Dropping Out : le sans-abri
- 2000 : Bob l'éponge : le père Noël (1 épisode)
- 2002 : Super Santa in Vegetation : Super Santa et autres personnages
- 2002 : Super Santa in South Pole Joe : Super Santa
- 2002 : Commander Cork : Commandant Cork, M. Cotton Swab et le monstre en colère
- 2002 : Samouraï Jack : un homme et un biker (2 épisodes)
- 2003 : Family Tree : le gérant de la station service
- 2003 : Les Supers Nanas : l'homme des cavernes (1 épisode)
- 2004 : Famille à louer : le cadeau de Noël
- 2004 : Bob l'éponge, le film : un pêcheur
- 2006 : Cheap Date : le lapin
- 2011 : Kung Fu Panda 2 : le garde gorille
- 2013 : Turbo : Ombre Blanche
- 2013-2015 : Turbo FAST : Ombre Blanche (39 épisodes)
- 2014 : Phinéas et Ferb : Dr Killbot et autres personnages (1 épisode)
- 2015-2016 : Le Show de M. Peabody et Sherman : le père Noël et autres personnages (10 épisodes)

### Animateur
- 2000 : Les Aventures de Tigrou
- 2000 : Il était une fois Jésus
- 2002 : Super Santa in Vegetation
- 2002 : Super Santa in South Pole Joe
- 2013 : Les Croods

### Storyboardeur
- 1997 : Nightmare Ned : 4 épisodes
- 1998-2001 : Oh Yeah! Cartoons : 7 épisodes
- 2002 : Super Santa in Vegetation
- 2002 : Super Santa in South Pole Joe
- 2002 : Whatever Happened to Robot Jones? : 1 épisode
- 2002 : Commander Cork
- 2002 : Völuspa
- 2003 : Les Supers Nanas : 1 épisode
- 2004 : Vil Con Carne : 1 épisode
- 2005 : Bob l'éponge : 3 épisodes
- 2006 : Class of 3000 : 2 épisodes
- 2008 : Chowder : 1 épisode
- 2009 : The Haunted World of El Superbeasto
- 2010 : Neighbors from Hell : 5 épisodes
- 2011 : La Nuit des carottes vivantes
- 2011 : Le Chat potté
- 2013-2014 : Sanjay et Craig : 3 épisodes
- 2013-2014 : Phinéas et Ferb : 3 épisodes
- 2015 : Le Show de M. Peabody et Sherman : 1 épisode